# Armorial des communautés religieuses du Nivernais
- il reste des blasons à dessiner dans cet armorial.

Cette page référence les armoiries (figures et blasonnements) des communautés religieuses du Nivernais.

## Chapitres
| Figure | Communauté et blasonnement                                                                                                  |
| ------ | --- |
|        | Chapitre de Châtelcensoir fondé au XIIe siècle. De sable, à quatre chevrons d'or.                                           |
|        | Chapitre de Clamecy fondé en 1075. De gueules, à quatre chevrons d'argent.                                                  |
|        | Chapitre de Cosne fondé en 1212. Tiercé en barre d'argent, de sinople et de sable.                                          |
|        | Chapitre de Donzy fondé au XIe siècle. D'azur, au Saint-Caradheuc d'or.                                                     |
|        | Chapitre de Tannay fondé en 1201. De gueules, à quatre chevrons d'or.                                                       |
|        | Chapitre de Varzy fondé en 1020. D'or, à cinq fasces de sinople.                                                            |
|        | Chapitre de Vézelay D'azur, semé de fleurs de lys d'or et de larmes d'argent, au vase du second émail brochant sur le tout. |

## Abbayes
| Figure | Communauté et blasonnement |
| ------ | --- |
|        | Abbaye Saint-Martin de Nevers fondée au VIIIe siècle. D'or, au cœur enflammé de gueules, traversé en barre par une flèche d'azur, et tenu par une main dextre de carnation parée d'azur, mouvant du flanc sénestre de l'écu. |
|        | Abbaye de Bellevaux fondée en 1188. D'azur, à une croix pattée d'or, au chef cousu de sinople. |
|        | Abbaye de Bourras, de l'ordre cistercien, fondée en 1109. D'azur, à une fasce, accompagnée en chef de deux fleurs de lys et en pointe d'une pal cometé, le tout d'or.                                                        |
|        | Abbaye de Cervon fondée en 502. D'azur, au rencontre de cerf, surmonté d'une croisette, le tout d'argent. |
|        | Abbaye de Saint-Laurent fondée en 1804. De gueules, à une crosse d'argent, accosté à dextre d'une S d'or et à sénestre d'une L de même.                                                                                      |
|        | Abbaye de Saint-Léonard fondée en 864. D'azur semé de fleurs de lys d'or. |
|        | Abbaye Notre-Dame de Nevers fondée en 624. De gueules, à sept fleurs de lys d'or, posées 4 et 3, au chef cousu d'azur, chargé de trois étoiles d'argent.                                                                     |
|        | Abbaye Notre-Dame de Réconfort, de l'ordre cistercien, fondée en 1235. D'azur, à une sainte vierge d'or. |

## Prieurés
| Figure | Communauté et blasonnement |
| ------ | --- |
|        | Prieuré de Cessy-les-Bois fondé au VIe siècle. D'azur, à une sainte vierge d'or. |
|        | Prieuré Notre-Dame de La Charité-sur-Loire. D'azur, à trois bourses ouvertes d'or, liées et ampadonnées de même, chacune chargée d'une quintefeuille de gueules, et en chef une fleur de lys du second émail. |
|        | Prieuré de Prieuré Saint-Étienne de Nevers fondé au 630. Mi-parti, de gueules, à une demi-clef d'argent posée en pal, et d'azur, à une demi-fleur de lus d'or.                                                |
|        | Prieuré de Saint-Sauveur de Nevers fondée en 802. D'azur, à une croix vuidée et alaisée d'or. Différences entre dessin et blasonnement : la croix est dite "vuidée" mais est dessinée "estrée" et "fendue".   |
|        | Prieuré de Saint-Pierre-le-Moûtier, de l'ordre des Bénédictins, fondé au VIIIe siècle. D'argent, au sautoir de sable, cantonné de quatre croisettes de même.                                                  |

## Chartreuses
| Figure | Communauté et blasonnement |
| ------ | --- |
|        | Chartreuse Notre-Dame d'Apponay fondée en 1185. Coupé : au 1 parti de gueules, à trois tours et une fleur de lys en abîme, le tout d'or, et d'azur semé de fleurs de lys d'or, à la hure de sanglier de même brochant sur le tout ; au 2 d'azur semé de fleurs de lys d'or, au sanglier au naturel, chargé d'un Saint-Cyr de même nimbé d'or, brochant sur le tout. |
|        | Chartreuse de Basseville fondée en 1328. D'azur semé de fleurs de lys d'or, au Saint-Jean-Baptiste de même brochant sur le tout. |
|        | Chartreuse de Bellary fondée en 1209. D'azur, à un chartreux agenouillé d'argent, surmonté d'une vierge d'or, dans une niche de même. D'azur, à trois pommes de pin versées d'or (soit, à peu de chose près, celles de son fondateur, Hervé de Donzy) |

## Autres communautés
| Figure | Communauté et blasonnement |
| ------ | --- |
|        | Communauté des Augustines de Cosne fondée au début du XVIIe siècle. Tiercé en barre d'argent, de sinople et de gueules. |
|        | Communauté des Bénédictines de l'Immaculée conception de Notre-Dame de Cosne fondée vers 1647. D'azur, à une sainte Vierge soutenue d'un croissant, le tout d'argent. |
|        | Congrégation de Notre-Dame de Donzy. D'azur, à une sainte Vierge soutenue d'un croissant, le tout d'argent. |
|        | Communauté des Ursulines de Corbigny fondée en 1629. D'azur, au monogramme du Christ, surmonté d'une croix, et en pointe 3 clous de passion appointés, le tout d'or. |
|        | Communauté des Bénédictines réformées de Notre-Dame du Mont-de-Piété de La Charité fondée en 1624. D'azur, au saint Benoît d'or, accosté à dextre d'une M d'argent et à sénestre d'un D de même. |
|        | Bénédictins de Saint-Seine : couvent des religieux de l'abbaye de Saint-Seyne, Saint-Benoist. D'azur, à une dextrochère de carnation, habillé d'une manche large d'argent, et tenant une crosse d'or posée en pal. Avec ces mots autour de l'écu, en caractères de sable : Conventus Saucti Sequani. |

## Source
Georges de Soultrait, « Armorial de l'ancien duché de Nivernais, suivi de la liste de l'assemblée de l'ordre de la noblesse du bailliage de Nivernais aux états généraux de 1789 », sur archive.org, Victor Didron, Paris, 1847 (consulté le 8 novembre 2009)